# Calciphilopteris wallichii
Calciphilopteris wallichii är en kantbräkenväxtart som först beskrevs av John Smith, och fick sitt nu gällande namn av Jovita Yesilyurt och H.Schneid. Calciphilopteris wallichii ingår i släktet Calciphilopteris och familjen Pteridaceae. Inga underarter finns listade.